# PC–9
A Pilatus PC–9 alsószárnyas elrendezésű légcsavaros gázturbinával hajtott kiképző repülőgép, amelyet a svájci Pilatus Aircraft gyár fejlesztett ki, gyártása napjainkban is folyik.
A típus a PC–7 Turbo Trainer jelentős továbbfejlesztése (azzal mindössze 10%-ban azonos), nagyobb és modern műszerezettségű kabint, kabintetőt és módosított szárnyat kapott, illetve Martin-Baker katapultülésekkel szerelték fel. Fejlesztése 1982-ben indult egy PC–7-es folyamatos átépítésével. Az első PC–9 prototípus 1984. május 7-én szállt fel, a második július 20-án. Ez utóbbi már a későbbi sorozatgyártás során alkalmazott avionikai rendszerekkel épült.
A légügyi hatóságok típusengedélyét 1985 szeptemberében kapta meg a típus. A program szerencsétlenségére ekkor vesztett tendert a Brit Királyi Légierőben a Short Tucano-val szemben. Ettől függetlenül a British Aerospace-el együtt kidolgozott marketingnek köszönhetően a Pilatus hamarosan megkötötte első megrendelését Szaúd-Arábiával. Azóta ötféle változatban több mint 265 darabot adtak el belőle katonai és polgári célra egyaránt.

## Üzemeltetők

### Katonai üzemeltetők
- Angolai Légierő: 1987-ben 4 db gépet vettek.
- Ausztrál Királyi Légierő
- Bolgár Légierő
- Ciprusi Légierő
- Csádi Légierő
- Horvát Légierő: 22 db-ot rendszeresítettek, a Krila Oluje („Vihar Szele”) műrepülőcsapat is repüli.
- Iraki Légierő
- Ír Légihadtest
- Mexikói Légierő
- Mianmari Légierő
- Ománi Királyi Légierő
- Svájci Légierő
- Szaúdi Királyi Légierő
- Szlovén Légierő
- Thai Királyi Légierő
- Az Amerikai Egyesült Államok Légiereje
- Az Amerikai Egyesült Államok Haditengerészete
- Az Amerikai Egyesült Államok hadereje